# Гумилья, Хосе
Хосе де Гумилья (исп. Joseph Gumilla, 3 мая 1686 —16 июля 1750) — испанский миссионер-монах, иезуит, писатель, натуралист, путешественник в вице-королевстве Новая Гранада.

## Биография
Происходил из семьи идальго. Родился в 1686 году в городке Карсер рядом с Валенсией (Испания). В 1702 году вошел в состав иезуитского монашества и тогда же перебрался в Новую Гранаду. В 1704 году вступил в орден иезуитов. В 1705 году переезжает в Боготу, где в Университете Хавериана изучал богословие и философию. В 1714—1715 годах как монах жил в г. Тунха. В 1716 году начинает миссионерскую деятельность. Одновременно он изучал естественную историю этих городов, путешествуя по реке Ориноко. К 1731 году находился в льяносе у Ориноко и Грили реки Цель. Изучал индейские языки (карибов, хирара, отамака, чибча-бетой — из одной группы с языком чибча-муиска) и философию.
В 1731 году назначается директором колледжа в Картахене. В 1732 году начал разведение кофейных деревьев в Венесуэле. В дальнейшем их экспортировали в Бразилию. В 1738 году назначается вице-губернатором в Новой Гранаде. В том же году возвращается в Европу, где становится прокуратором в Риме, а потом с 1741 года — в Мадриде. В 1743 году снова перебирается в Новую Гранаду. В 1744 году возвращается к миссионерской деятельности. Скоропостижно скончался 16 июля 1750 года в льяносе Венесуэлы.

## Творчество

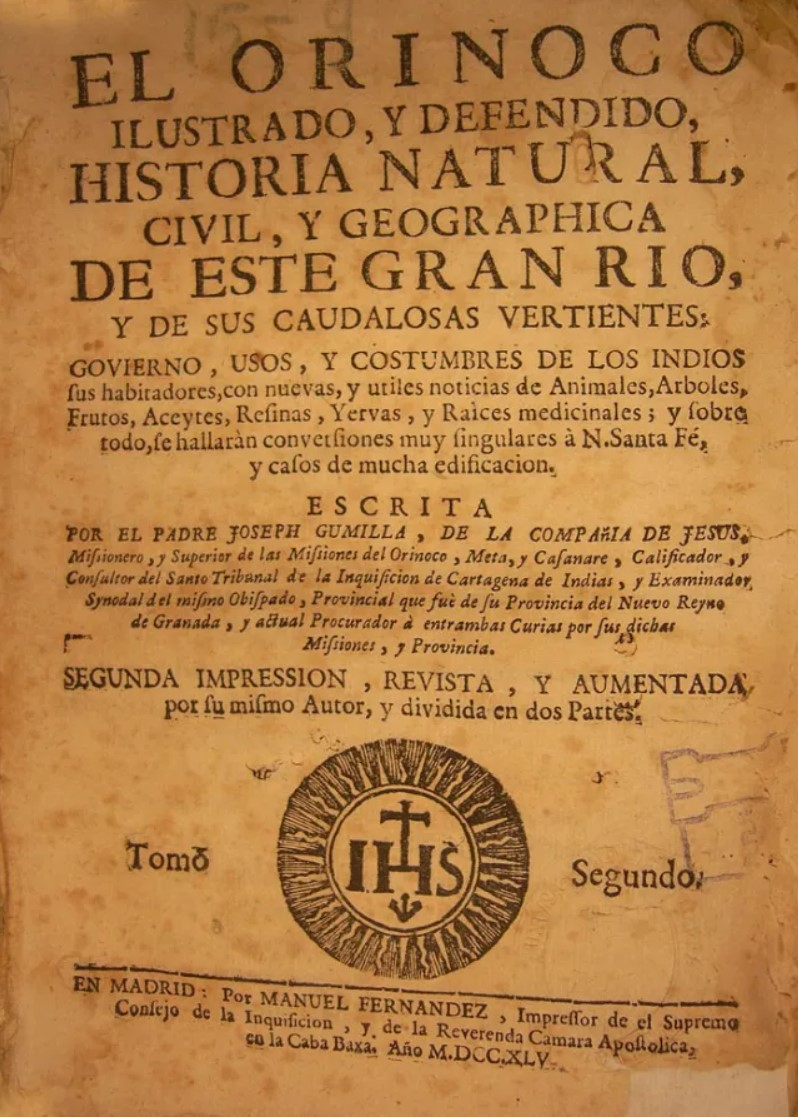
Заглавная страница сочинения о долине Ориноко

Самым значимым трудом является «Ориноко. Иллюстрированная история природы, населения, география этой великой реки и ее могучие склоны. Правители и обычаи индейцев. Новые и полезные заметки о животных, деревья, фрукты, масла, смолы и лекарственные корни» (1741 год, Мадрид), что много раз в дальнейшем переиздавалась. В 1745 году выпустил второе, дополненное издание. При подготовке этой работы пользовался прежде всего собственным опытом и собранными фактами, а также другими работами, в частности Алонсо де Саморы.
Является важным источником, описывающим традиции, быт, рыболовство и охоту, вождеств индейцев вдоль реки Ориноко. Одним из первым представил основательную работу из флоры и фауны провинции Венесуэла вице-королевства Новая Гранада, прежде всего льяноса. В то же время сделал ряд важных вкладов в понимание географии Ориноко.